# Pervomaiske (Simferòpol)
Pervomaiske (en ucraïnès: Первомайське, rus: Первомайское, Pervomàiskoie) és un poble de la República Autònoma de Crimea a Ucraïna, que el 2014 tenia 2.247 habitants. Pertany al districte de Simferòpol.